# Red Steel 2
Red Steel 2 je videohra vydaná 26. března 2010 společností Ubisoft exkluzivně pro herní konzoli Wii vybavenou systémem Wii MotionPlus. Jde o žárn FPS při kterém hra spojuje westernové prostředí s asijskými prvky, zvláště bojovými uměními, jako nindžucu. Jde o nepřímého následovníka titulu Red Steel, avšak hry na sebe příběhem, ani provedením nenavazují. Titul se dočkal poměrně dobrého hodnocení v zahraničí (80%) a nadprůměru v tuzemsku (75,5%). Objevily se spekulace, že je pokračování hry ve vývoji, nikdy však oficiálně oznámeno nebylo.

## Příběh
Bezejmenný hrdina se probírá v poušti nedaleko městečka Caldera. Jeho ruce jsou svázané a lano připevněné k motorce, kterou řídí psychopatický vůdce gangu Šakalů, Payne. Gang Šakalů obléhá Calderu a když se hrdinovi daří vyváznout z prvotních potíží, postupně se ve městě setkává s Jianem, Tamiko nebo šerifem Juddem, kteří mu jsou na pomoci při osvobozování města od Šakalů, ale také mu postupně vypráví minulé události.
Hrdina je totiž posledním žijícím členem klanu Kusagari, který vždy chránil Calderu před nájezdníky, jako jsou právě šakalové. Umění Kusagari spočívá v bojovém zacházením s katanou, ale zároveň s revolverem. Když hrdina zabije Payna dozvídá se, že nejde o pouhý nájezd a rabování kdejakého klanu, ale že vše organizuje zloduch Shinjiro, který dříve patřil ke Kusagari, nyní je zodpovědný za vyvraždění desítek rodin v Caldeře a jediné po čem prahne je hrdinova Sora Katana. Jde o meč jediný svého druhu, který díky použitým materiálům a technikám výroby starých mistrů je schopen přeseknout jakýkoliv jiný meč.
V cestě hrdinovi stojí nejen nájezdníci okupující Calderu, ale klany nindžů a dalších mistrů bojových umění, kteří stojí při Shinjirovi. Ještě před finálním soubojem je postřelena Shinjirem Tamiko a Judd nabádá hrdinu, aby dokončil tuhle špinavou práci, že se o Tamiko zatím postará. Když se hrdina utká s Shinjirem vyhrává, ale Shinjiro jej upozorňuje, že to tím nekončí a přijdou další klany, které budou chtít získat Sora Katana. Hrdina pronese: „Chceš můj meč? Tak si ho vem!“, zabodne katanu do jeho těla a zlomí jí v půlce. Následně odchází a ještě u skalnatého převisu zahodí druhou polovinu legendárního meče.

## Provedení
Red Steel 2 je klasický představitel žánru FPS avšak díky novým možnostem Wii MotionPlus je hlavní zbraní katana, která přesně reaguje nejen ve směru pohybu hráčovy paže, ale také s danou sílou švihu. Při bojích je možné střídat katanu nebo jednu ze čtyř střelných zbraní. V průběhu hry hráč získává nové možnosti pro boj, která se nazývají "komba", tzv. sestavy pohybů a stisknutých tlačítek, které vyvolají určitou akci. Ta zpravidla bývají destruktivnější než klasické švihnutí mečem nebo výstřel ze zbraně. Při zranění protivníka (protivníků) na určitou úroveň má hráč příležitost je zabít některým z předem připravených způsobů, vzdálené příbuzné hře fatalitám ze hry Mortal Kombat.
Celá hra je však bez krve. Grafické zpracování je pojato malovanou formou velmi podobnou hře XIII, také z dílen Ubisoftu. Jako engine hry slouží LyN engine, který je použit i ve hrách Rabbids Go Home nebo Beyond Good & Evil 2.
Hra byla vyvíjena od léta 2008. Později bylo potvrzeno, že hra bude využívat nové příslušenství Nintenda pro konzoli Wii a navíc bude Wii MotionPlus dodáván spolu s hrou. V květnu 2009 Ubisoft oznámil, že hra nebude obsahovat režim multiplayeru. Jason Vandenberghe, vedoucí produkce později vysvětlil, že hra má jistý potenciál pro hru více hráčů, ale že se nemohou vejít do výroby termínem a proto radši udělají pořádnou hru pro jednoho hráče, než kompromis z obou režimů.

## Kritiky
U zahraničních kritiků si Red Steel 2 vedl poměrně dobře, když na serveru Metacritic, který sumarizuje hodnocení desítek herních serverů, získal 80% a ze stran hráčů pak 8.8/10 bodů. Britský herní server IGN.com pak označil Red Steel 2 za nejlepší hru pro Wii vůbec. V České republice bylo hodnocení o něco vlažnější, což ukazuje server Hodnocení Her, který (obdobně jako Metacritics) shromažďuje a vyhodnocuje hodnocení z jednotlivých zdrojů. Red Steel 2 podle tohoto serveru těší průměru 74,5% ze strany odborných časopisů a serverů.